# His Wife's Visitor
His Wife's Visitor is een Amerikaanse stomme en korte film uit 1909 onder regie van D.W. Griffith.

## Verhaal
Harry gaat weg van zijn vrouw om te kunnen pokeren. De vrouw wordt jaloers en doet alsof ze een minnaar heeft.

## Rolverdeling
| Acteur            | Personage      |
| ----------------- | -------------- |
| Mary Pickford     | Bessie Wright  |
| Billy Quirk       | Harry Wright   |
| Frank Powell      | Harry's Vriend |
| William J. Butler | Man op Club    |
| James Kirkwood    | Man op Club    |
| Owen Moore        | Man op Club    |
| Mack Sennett      | Man op Club    |
| George Nichols    | -              |